# Don Juans äventyr
Don Juans äventyr är en amerikansk film från 1948 i regi av Vincent Sherman. Filmen tilldelades en Oscar för bästa kläddesign.

## Handling
Den skandalöse Don Juan får anställning som fäktningslärare på spanska akademien. Han får försvara den spanska drottningen och kungen mot konspiratören greve de Lorca.

## Rollista
- Errol Flynn - Don Juan
- Viveca Lindfors - drottning Margaret
- Robert Douglas - de Lorca
- Alan Hale - Leporello
- Romney Brent - kung Philip III
- Ann Rutherford - Donna Elena
- Robert Warwick - Don José
- Una O'Connor - Duenna